# 덤보
《덤보》(영어: Dumbo)는 월트 디즈니 피처 애니메이션이 동명의 소설을 기반으로 제작한 1941년 미국의 애니메이션 영화이다. 월트 디즈니사의 정규 극장판으로는 4번째이다. 벤 샤프스틴 이 감독하여 1941년 10월 23일 RKO 라디오 픽쳐를 통해 극장에 배급되었다.

## 줄거리
서커스용 동물들을 태운 기차에 탄 코끼리 점보는 황새 무리에게 아기 코끼리 덤보를 받게 된다. 이후 서커스가 열리고, 덤보는 귀엽게 치장하고 손님들 앞에 나서지만 큰 귀 때문에 아이들의 놀림을 받는다. 덤보를 세상에서 가장 사랑하는 엄마 점보 부인은 덤보를 놀리는 아이들을 혼내 주게 되고, 이에 서커스장은 온통 아수라장이 된다.
점보 부인은 미친 코끼리로 몰려 서커스단을 떠나게 되고, 다른 코끼리들은 모든 것이 덤보의 큰 귀 탓이라며 그를 따돌린다. 엄마 잃은 덤보는 외로운 신세가 되지만 낙천적인 생쥐 티모시를 만나 친구가 된다. 티모시는 덤보에게 용기를 잃어선 안된다며 그를 엄마에게 데려다 준다. 그리고 덤보는 커다란 귀를 이용하여 하늘을 나는 일에 도전하게 되는데 결국 성공하였다.
큰 귀로 성공한 계기로 인기를 받게 된 덤보는 엄마 품으로 돌아오면서 기차를 타고 다른 곳으로 떠나게 된다.
사실상, 덤보의 내용은 어떻게 보면 미운오리 새끼 내용에 가깝다.
미운오리 새끼 역시 태어날 때부터 오리들 속에서 자랐지만, 생김새가 다르다고 따돌림받고 버려진다.
그러나 미운오리 새끼는 백조가 되어 하늘을 날고 다른 백조들에게 인정받는다.

## 출연

### 주연
- 스테링 할러웨이
- 허먼 빙
- 버나 펠턴
- 빌리 블레처

### 조연
- 에드워드 브로피
- 클리프 에드워즈
- 존 맥리쉬
- 사라 셀비

## 리뷰
《덤보》은 로튼 토마토의 41개의 리뷰를 기반으로 총 98%의 신선도 평가를 받았으며, 8.38/10의 가중 평균 점수를 받았다..

## 음악
유명한 곡으로는 다음과 같은 곡이 있다:
- Look Out for Mr. Stork
- Casey Junior
- Song of the Roustabouts
- Baby Mine
- The Clown Song
- Pink Elephants on Parade
- When I See an Elephant Fly